# 马恩河畔克鲁特
马恩河畔克鲁特（法語：Crouttes-sur-Marne，法語發音：[kʁut syʁ maʁn]）是法国上法蘭西大區埃纳省的一个市镇，属于蒂耶里堡区。

## 地理
马恩河畔克鲁特（48°58'48"N, 3°14'24"E）面积4.33 平方千米，位于法国上法蘭西大區埃纳省，该省份为法国北部内陆省份，北起北部省，西接索姆省和瓦兹省，东临阿登省和马恩省，西南至塞纳-马恩省，东北部与比利时接壤。
与马恩河畔克鲁特接壤的市镇（或旧市镇、城区）包括：贝聚勒盖里、马恩河畔沙尔利、维利耶圣但尼、锡特里、马恩河畔楠特伊。

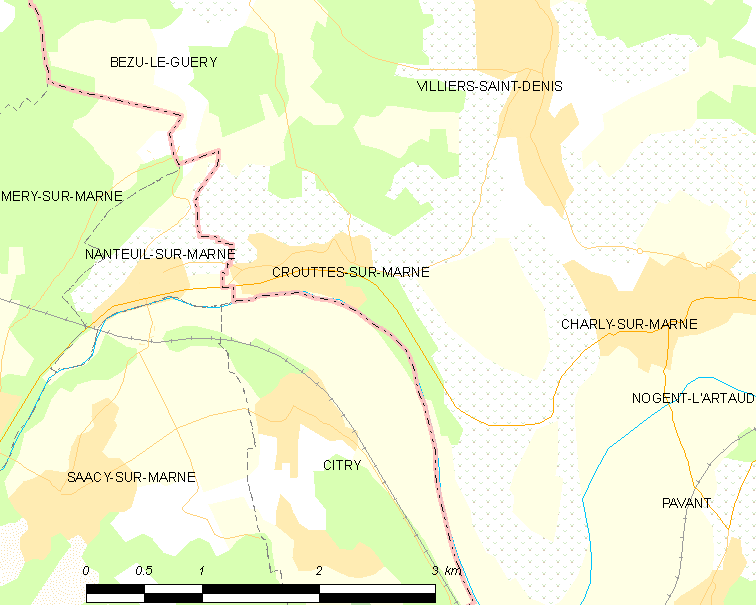
马恩河畔克鲁特的OSM定位图

马恩河畔克鲁特的时区为UTC+01:00、UTC+02:00（夏令时）。

## 行政
马恩河畔克鲁特的邮政编码为02310，INSEE市镇编码为02242。

## 政治
马恩河畔克鲁特所属的省级选区为马恩河畔埃索姆县。

## 人口

1962-2008年间马恩河畔克鲁特人口变化图示

马恩河畔克鲁特于2022年1月1日时的人口数量为607人。